# Даики Ивамаса
Даики Ивамаса (јап. 岩政 大樹; 30. јануар 1982) бивши је јапански фудбалер.

## Каријера
Током каријере је играо за Кашима Антлерс, Теро Сасана, Фаџијано Окајама и многе друге клубове.

## Репрезентација
За репрезентацију Јапана дебитовао је 2009. године. Наступао је на Светском првенству (2010. године) с јапанском селекцијом. За тај тим је одиграо 8 утакмица.

## Статистика
| Јапан  | Јапан   | Јапан  |
| Година | Наступи | Голови |
| ------ | ------- | ------ |
| 2009.  | 1       | 0      |
| 2010.  | 3       | 0      |
| 2011.  | 4       | 0      |
| Укупно | 8       | 0      |

## Трофеји

### Клуб
- Џеј лига (3): 2007, 2008, 2009.
- Лига Куп Јапана (2): 2011, 2012.
- Царски куп (2): 2007, 2010.

### Јапан
- Азијски куп (1): 2011.